# Wayne Gould
Wayne Gould (高樂德法官) (* 3. Juli 1945 in Hawera, Neuseeland) ist ein ehemaliger Richter, der für die Verbreitung des Sudokus in Europa und Amerika verantwortlich ist.
Wayne Gould wurde am 3. Juli 1945 als Sohn eines Bankmanagers geboren. Er war 13 Jahre ein Rechtsanwalt in Matamata (Neuseeland), bevor er 1982 nach Hongkong zog. Im Jahre 1993 wurde Gould dort vorsitzender Bezirksrichter. Er ging unmittelbar nach der Übernahme Hongkongs durch China am 1. Juli 1997 in Pension.
Während eines Japanaufenthaltes im gleichen Jahr entdeckte Gould in einer Buchhandlung in Tokio ein Sudokubuch. Obwohl er nicht japanisch sprach, war er fasziniert und beschloss, das Sudoku auch in Europa und Amerika zu verbreiten. Die nächsten sechs Jahre verbrachte er damit, ein Computerprogramm, genannt „Pappocom Sudoku“, zu entwickeln, das auf Knopfdruck neue Sudokus produziert. Im September 2004 veröffentlichte Gould sein erstes Sudoku in der Conway Daily Sun. Der Durchbruch gelang ihm nach der Veröffentlichung seiner Sudokus in der Times am 15. November 2004. Gould wurde durch den Verkauf von Sudokubüchern und seiner Software mehrfacher Millionär. Allein seine Bücher verkauften sich über 4 Millionen Mal (Stand 2006).
Gould wurde 2006 in der Liste World's Most Influential People (Liste der 100 einflussreichsten Personen der Welt) des Time Magazine genannt.
Gould ist verheiratet und hat zwei Kinder. Er ist der Bruder des ehemaligen britischen Politikers Bryan Gould.